# Eleanor Garatti
Eleanor A. Garatti-Saville, född 12 juni 1909 i Belvedere, död 9 september 1998 i Walnut Creek, var en amerikansk simmare.
Garatti blev olympisk silvermedaljör på 100 meter frisim vid sommarspelen 1928 i Amsterdam.